# Monteceneri
Monteceneri je obec ve švýcarském kantonu Ticino, okresu Lugano. Žije zde přibližně 4 500 obyvatel.

## Geografie

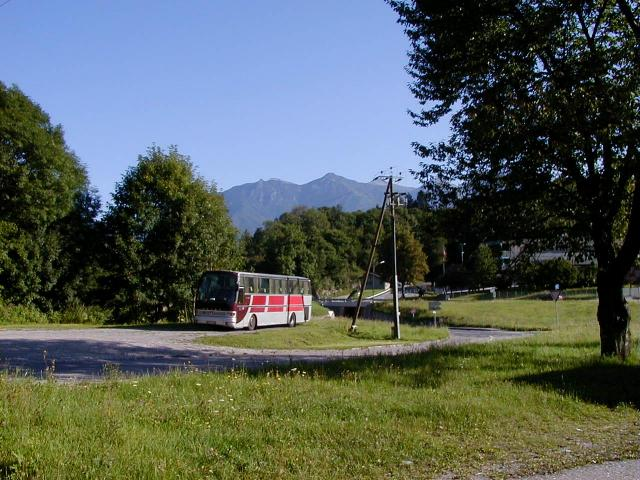
Průsmyk Monte Ceneri

Obec leží v nadmořské výšce kolem 500–600 metrů, v severní části okresu Lugano, jižně od průsmyku Monte Ceneri (554 m n. m.), podle kterého je také pojmenována. Většina vesnic (místních částí) se nachází v údolí řeky Vedeggio.
Asi 8 kilometrů severovýchodně od území obce Monteceneri se nachází tzv. comunanza s obcí Cadenazzo. Toto území o rozloze necelých 3 km², na kterém nežijí žádní stálí obyvatelé, je historicky společným vlastnictvím vesnic Medeglia a Robasacco (první patří od roku 2010 obci Monteceneri, druhá od roku 2005 obci Cadenazzo). Monteceneri má dvoutřetinový podíl a Cadenazzo třetinový.
Sousedními obcemi jsou Gambarogno, Cadenazzo, Isone, Torricella-Taverne, Mezzovico-Vira, Ponte Capriasca a Capriasca.

## Historie

Oblast Monte Ceneri (1962)

Dne 25. listopadu 2007 bylo sloučení obcí Bironico, Camignolo, Mezzovico-Vira, Rivera a Sigirino podél hlavních dopravních os s obcemi Medeglia a Isone, které se nacházejí v údolí přítoku Vedeggio, schváleno voliči těchto obcí pouze částečně.
Protože Isone a Mezzovico-Vira sloučení odmítly a Státní rada kantonu Ticino odmítla navrhnout parlamentu nucené sloučení, rozhodl kantonální parlament 2. prosince 2008 o vytvoření nové obce pouze z pěti obcí, které hlasovaly pro.
Někteří obyvatelé však podali proti sloučení odvolání ke Spolkovému nejvyššímu soudu s tím, že sloučení pěti obcí neodpovídá projektu, o kterém se hlasovalo. V listopadu 2009 Spolkový soud odvolání vyhověl a doporučil úřadům, aby o sloučení pěti obcí uspořádaly referendum.
Monteceneri mělo být založeno v den konání komunálních voleb. Ty byly z důvodu probíhajícího slučování 20. dubna 2008 odloženy. Po druhém hlasování byla nová obec založena 21. listopadu 2010 z pěti obcí Bironico, Camignolo, Medeglia, Rivera a Sigirino, které hlasovaly pro. Nová obec patří do okresu Lugano. Vzhledem k tomu, že všechny obce jižně od průsmyku Monte Ceneri se nacházejí v údolí řeky Vedeggio a obec Medeglia, která dříve patřila do okresu Bellinzona, neměla přímé silniční spojení s hlavním městem okresu, Bellinzonou, byla celá obec zařazena do okresu Lugano.

## Obyvatelstvo
| Vývoj počtu obyvatel | Vývoj počtu obyvatel | Vývoj počtu obyvatel | Vývoj počtu obyvatel | Vývoj počtu obyvatel | Vývoj počtu obyvatel | Vývoj počtu obyvatel | Vývoj počtu obyvatel | Vývoj počtu obyvatel | Vývoj počtu obyvatel | Vývoj počtu obyvatel | Vývoj počtu obyvatel | Vývoj počtu obyvatel | Vývoj počtu obyvatel | Vývoj počtu obyvatel |
| -------------------- | -------------------- | -------------------- | -------------------- | -------------------- | -------------------- | -------------------- | -------------------- | -------------------- | -------------------- | -------------------- | -------------------- | -------------------- | -------------------- | -------------------- |
| Rok                  | 1970                 | 1980                 | 1990                 | 2000                 | 2005                 | 2006                 | 2007                 | 2008                 | 2009                 | 2010                 | 2011                 | 2012                 | 2020                 |                      |
| Počet obyvatel       | 2656                 | 2548                 | 2841                 | 3309                 | 3612                 | 3687                 | 3766                 | 3920                 | 3899                 | 4080                 | 4318                 | 4427                 | 4535                 |                      |

## Doprava

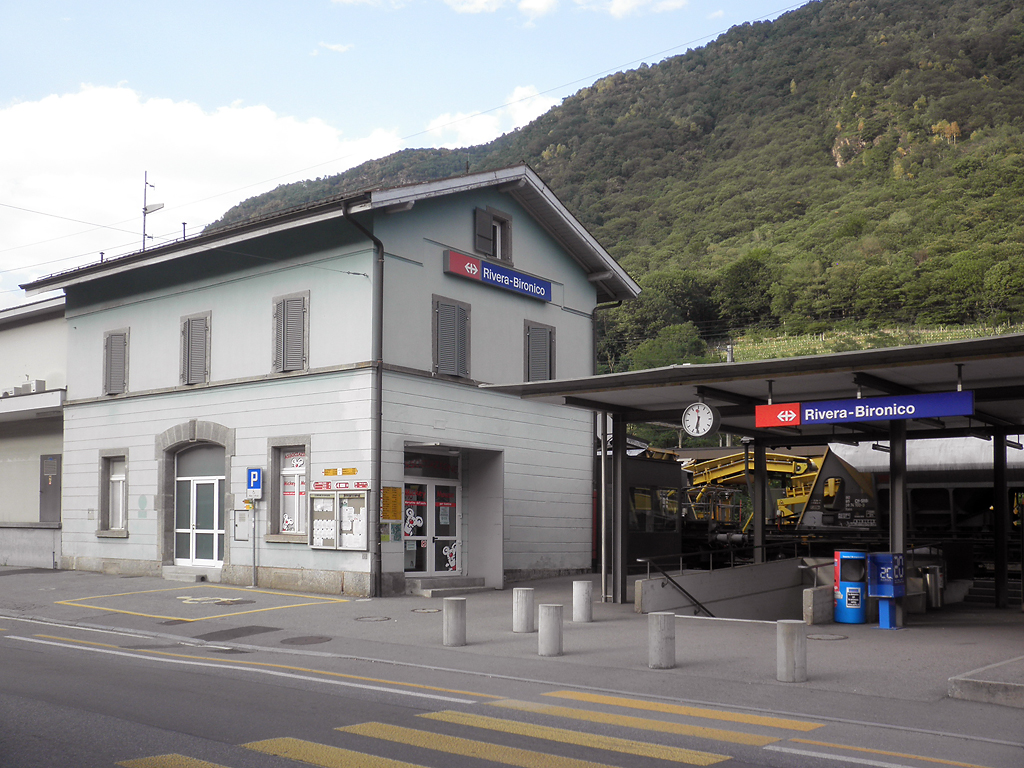
Železniční stanice Rivera-Bironico

Obcí prochází Gotthardská dráha (železniční stanice Rivera-Bironico) a dálnice A2 mezi Bellinzonou a Luganem.